# Senadores de San Juan
Los Senadores de San Juan son un equipo de béisbol profesional participante en la Liga de Béisbol Profesional Roberto Clemente  desde su fundación en 1938. Los Senadores tienen como sede el Estadio Hiram Bithorn de San Juan.

## Títulos Obtenidos
Palmarés Local
8 Títulos Locales
- 1945/1946 · 1951/1952 · 1960/1961 · 1963/1964 · 1984 /1985 · 1989/1990 · 1993/1994 · 1994/1995

Serie del Caribe
1 Título del Caribe
- 1995 	(San Juan · Puerto Rico)